# Box Elder (Montana)
Box Elder es un lugar designado por el censo ubicado en el condado de Chouteau en el estado estadounidense de Montana. En el Censo de 2010 tenía una población de 87 habitantes y una densidad poblacional de 42,74 personas por km².

## Geografía
Box Elder se encuentra ubicado en las coordenadas 48°19′23″N 110°1′4″O / 48.32306, -110.01778. Según la Oficina del Censo de los Estados Unidos, Box Elder tiene una superficie total de 2.04 km², de la cual 2.04 km² corresponden a tierra firme y (0%) 0 km² es agua.

## Demografía
Según el censo de 2010, había 87 personas residiendo en Box Elder. La densidad de población era de 42,74 hab./km². De los 87 habitantes, Box Elder estaba compuesto por el 37.93% blancos, el 0% eran afroamericanos, el 49.43% eran amerindios, el 0% eran asiáticos, el 0% eran isleños del Pacífico, el 4.6% eran de otras razas y el 8.05% pertenecían a dos o más razas. Del total de la población el 8.05% eran hispanos o latinos de cualquier raza.